# Xylinissa strigosa
Xylinissa strigosa är en fjärilsart som beskrevs av George Francis Hampson 1918. Xylinissa strigosa ingår i släktet Xylinissa och familjen nattflyn. Inga underarter finns listade i Catalogue of Life.